# Weißensteinturm
Der Weißensteinturm ist ein 19 m hoher Aussichtsturm auf dem 668 m ü. NHN hohen Weißenstein, dem Hausberg der Marktgemeinde Stammbach im oberfränkischen Landkreis Hof. Hier befand sich ursprünglich ein Wartturm als Teil des markgräflichen Wartensystems.

## Der Aussichtsturm heute

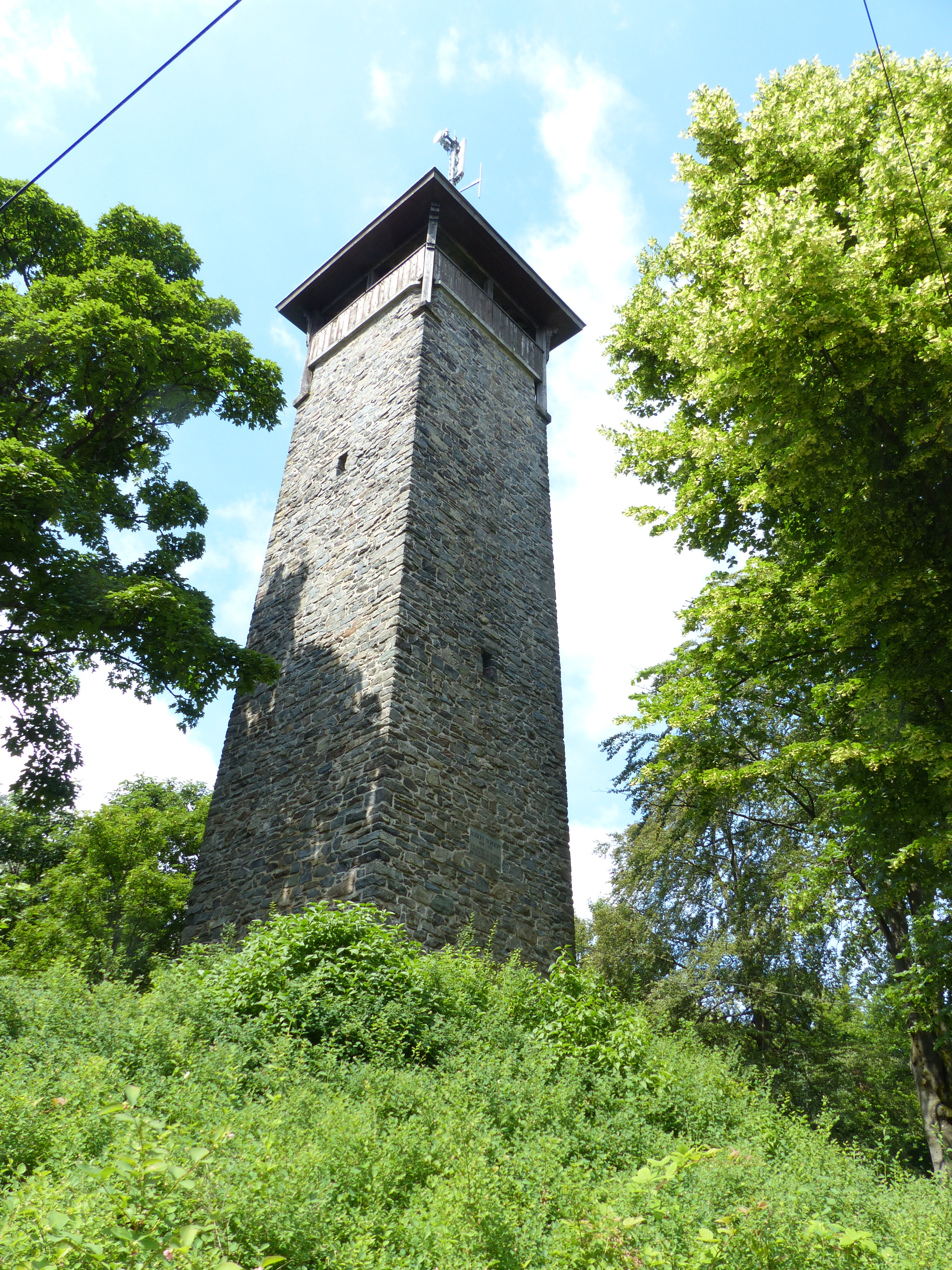
Ansicht von Südost

Der Weißensteinturm ist ganzjährig öffentlich zugänglich. Er bietet eine Rundumsicht über das Fichtelgebirge und den Frankenwald. Er ist ein Baudenkmal. Neben einem Netz von Wanderwegen ist der Turm auch Etappenziel des Qualitätswanderweges Fränkisches Steinreich. Gleich neben dem Turm befindet sich das traditionsreiche Gasthaus.

## Geschichte des Weißensteinturms

### Wartturm

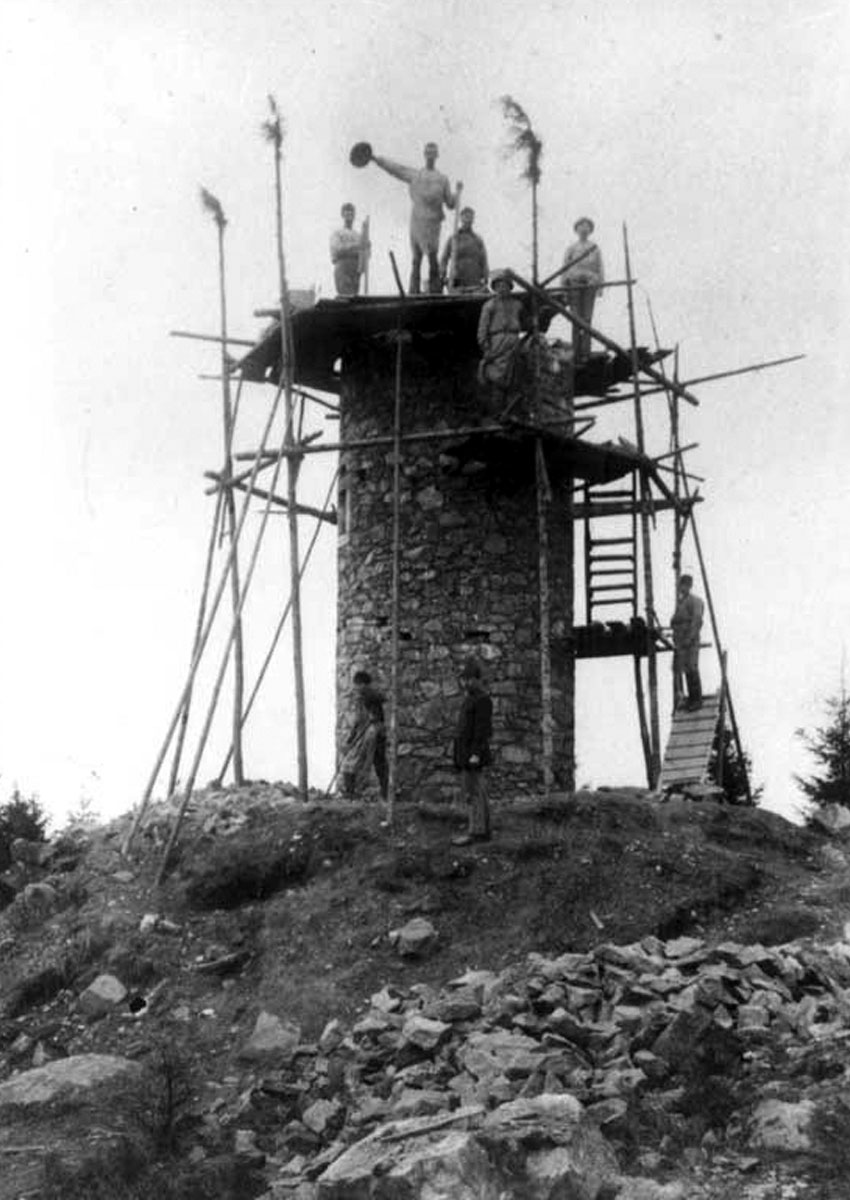
Bau des Rundturms 1898, Quelle: Baugeschäft Ehrler

Der Weißenstein war bereits im Mittelalter von strategischer Bedeutung. Durch seine exponierte Lage konnte man bis nach Kulmbach auf die Plassenburg und zu anderen markanten Punkten schauen. Deshalb wurde der Weißenstein in das markgräfliche Wartensystem integriert. Das System aus Warttürmen war nötig geworden, da die Guttenberger Fehde im Jahr 1497 zwischen dem Markgrafen Friedrich und Moritz von Guttenberg immer wieder zu Plünderungen im markgräflichen Gebiet führte. Das Ziel des Systems war, solche Raubritterangriffe schnell zu lokalisieren und mit bewaffneten Truppen zu bekämpfen. Der „Hauptmann auf dem Gebirge“ Kunz von Wirsberg erarbeitete 1498 eine Wartordnung, die 18 ständig besetzte Signalstationen vorsah. Jede Signalstation bekam einen Turm mit zwei bis drei Stockwerken und war immer von zwei Wachen besetzt. Diese hatten die Aufgabe, Tag und Nacht die anderen Warttürme und die Umgebung zu beobachten und gegebenenfalls Alarm zu geben. Das damalige Übertragungssystem war sehr primitiv und bestand aus Feuer bei Nacht und Rauch am Tage. 
Helmut Hennig geht davon aus, dass im Laufe der Zeit drei Warttürme existierten. Eine erste Anlage, vermutlich aus Holz, könnte schon zu Zeiten des Burggrafen Friedrich V. bestanden haben. Die Wartordnung von 1498 machte bereits konkrete Vorgaben u. a. über Höhe und Besatzung, so dass dieser Norm Vorgängerbauten vorausgingen. Vor dem Dreißigjährigen Krieg waren die Warten besetzt und es gab immer wieder Kriege und Fehden, die sie notwendig machten. Dann war es der Spanische Erbfolgekrieg, der die erneute Besetzung der Warten sinnvoll erscheinen ließ. Alte Warten wurden instand gesetzt oder neu errichtet, danach verfielen sie aber wieder. Beim Bau des Aussichtsturms von 1898 wurden die Fundamente des mittelalterlichen Wartturmes freigelegt.

### Rundturm von 1898

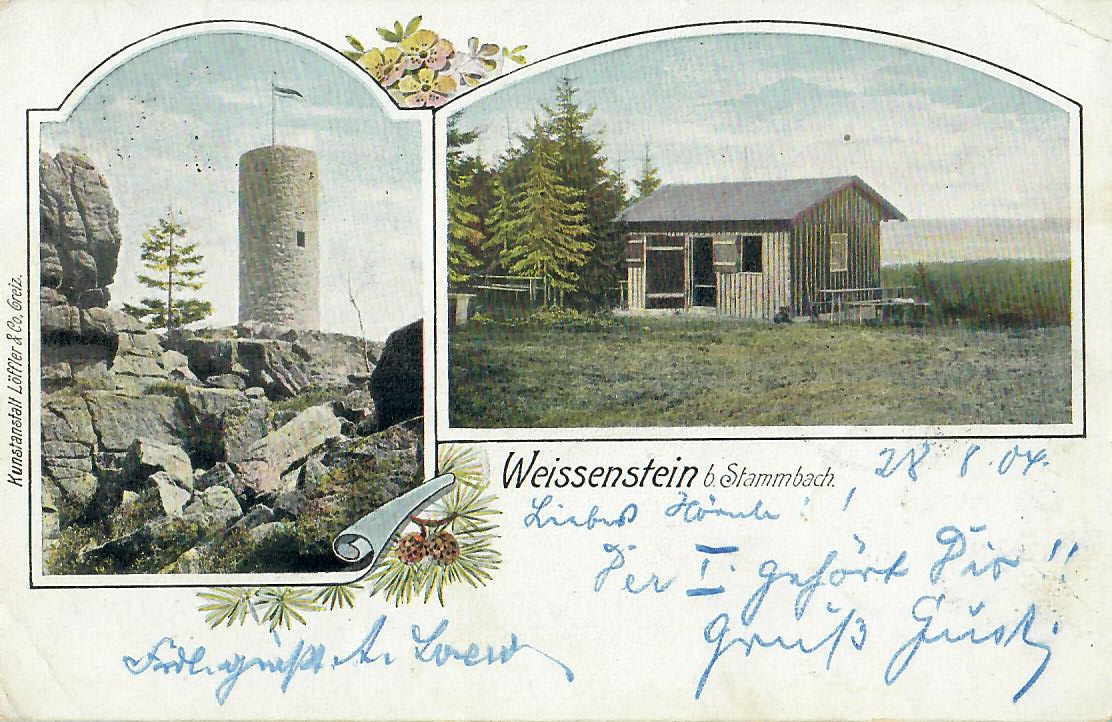
Postkarte von 1904

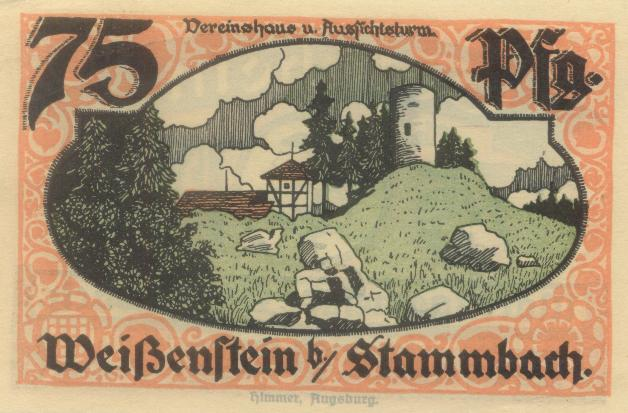
Rundturm auf Notgeld von 1921

Auf dem Weißenstein wurde 1898 ein sieben Meter hoher steinerner Rundturm als Aussichtsturm errichtet. Dies war eine erste Frucht des 1896 als Verschönerungsvereins gegründeten Weißensteinvereins, der heute eine Ortsgruppe des Fichtelgebirgsvereins bildet. Fabrikbesitzer Robert Schoepf war von Beginn an bis in das Jahr 1929 Vereinsvorsitzender und trug zu einer soliden finanziellen Ausstattung des Vereins bei. Baumeister war das Vereinsgründungsmitglied Philipp Ehrler. Die Kosten für den Bau betrugen etwa 700 Mark. Der Rundturm ist Motiv einer Kleinserie mit drei Scheinen von Notgeld aus Stammbach. Im Jahr 1899 wurde ebenfalls vom Verein eine Unterstandshütte angelegt, die immer weiter bis zur heutigen Gaststätte ausgebaut wurde. Die 1864 gepflanzten Bäume überragten schnell den Turm, was zur Idee eines neuen Turmes führte und woraufhin der alte Rundturm durch den heutigen 19 m hohen Aussichtsturm ersetzt wurde.

### Bau des Aussichtsturms 1925
1924 wurde mit der Planung des heutigen Turmes begonnen. Den Auftrag bekam der Architekt Hans Reissinger aus Bayreuth. Dieser hatte bereits den Asenturm auf dem Ochsenkopf entworfen. Am 21. Mai 1925 wurde der neue Turm eingeweiht. Die Baukosten betrugen je nach Quelle zwischen 11.000 und 14.000 Reichsmark. Baumeister war wie beim ersten Turm Philipp Ehrler, dieses Mal mit seinem Sohn Karl. Das Dach (Flaschnerarbeiten) wurde von Hans Weiß ausgeführt. Der Turm dürfte wohl das einzige Gebäude weltweit sein, das aus Eklogit gebaut ist. Die Steine zum Bau wurden direkt unterhalb des Turmes in einem eigens für den Turmbau angelegten Steinbruch gebrochen. Die Umschlagseite der Festschrift von 1996 ist mit einem Bild des Turmes von Karl Bedal gestaltet.

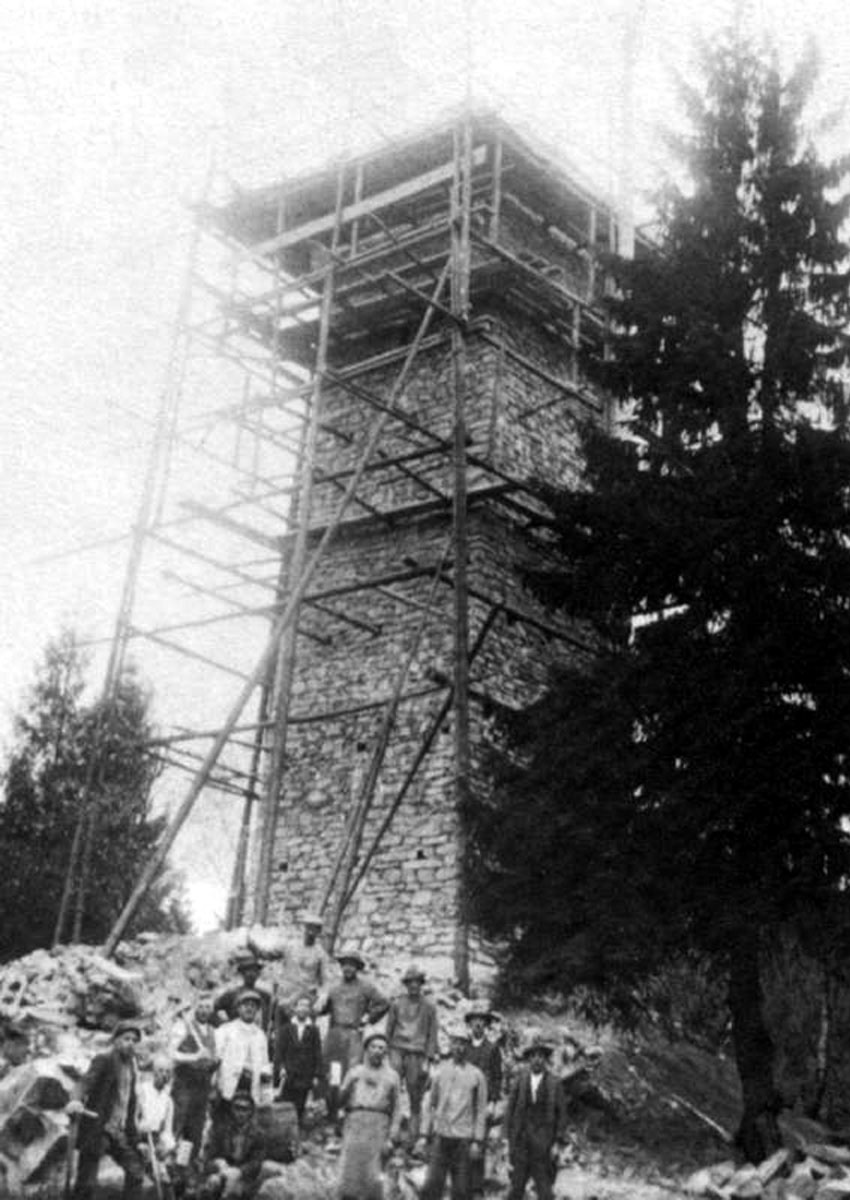
Bau des heutigen Turmes 1925, Quelle: Baugeschäft Ehrler
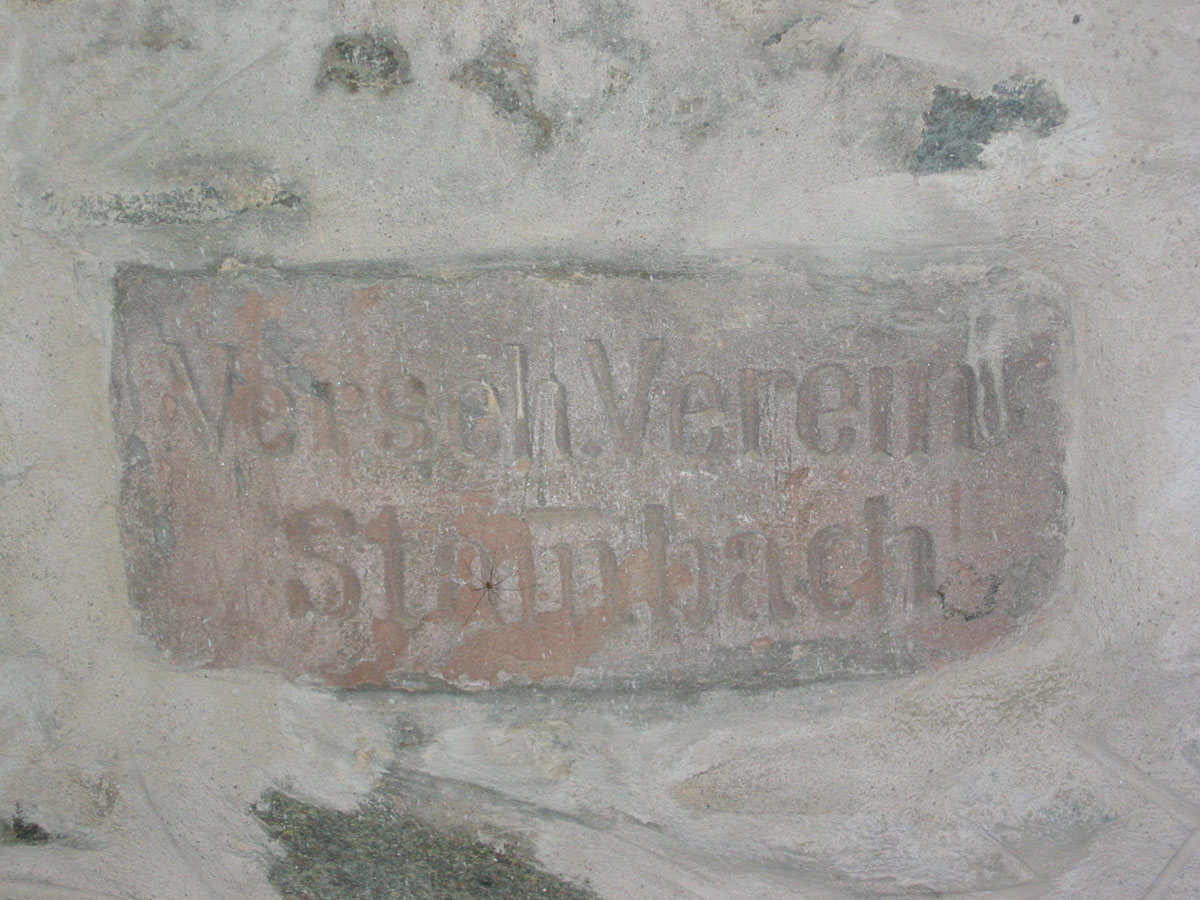
Tafel mit Hinweise auf den Verschönerungsverein
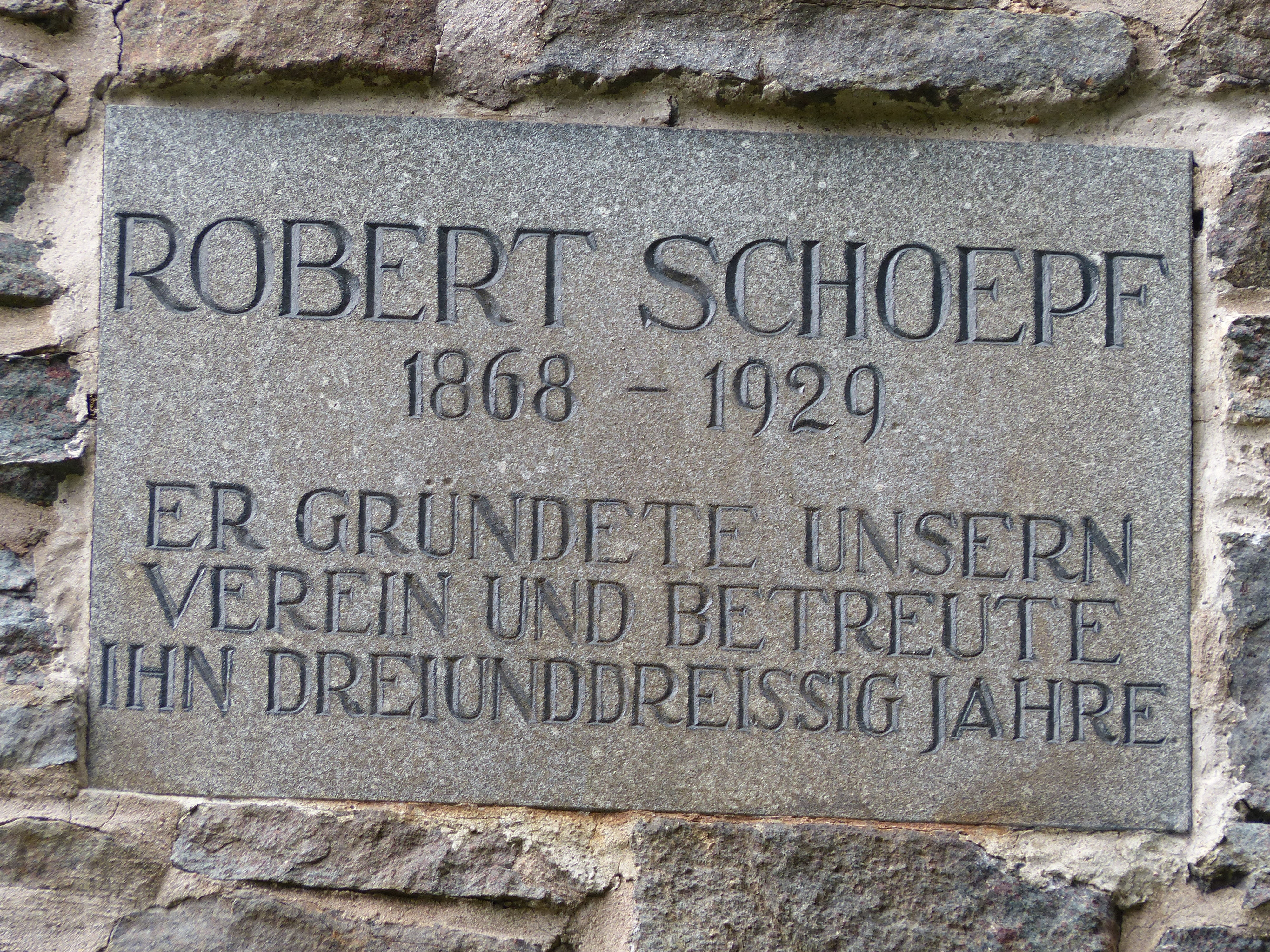
Gedenktafel für Robert Schoepf